# Бій біля Тассафаронга
Бій біля Тассафаронга (англ. Battle of Tassafaronga), відомий також як Четверта битва біля острова Саво, японцями називається Нічна битва біля мису Лунга (яп. ルンガ沖夜戦, Рунга-окі ясен) — нічний бій, що відбувався 30 листопада 1942 року між Токійським експресом із 8 есмінців японського Імператорського флоту, які постачали на острів Гуадалканал спорядження, під командуванням контр-адмірала Райдзо Танаки і крейсерською ескадрою ВМС США під командуванням контр-адмірала Карлтона Райта (англ. Carleton H. Wright) під час кампанії на Соломонових островах (яка була частиною кампанії на Тихому океані в період Другої Світової війни). Бій відбувся в протоці Залізне дно біля мису Тасафаронга (Гуадалканал).
Використовуючи радар, американські кораблі відкрили вогонь і потопили один із японських есмінців. Для японського загону зустріч з американськими кораблями була повністю неочікуваною. Проте, Танака швидко відреагував і його есмінці випустили торпеди по американським кораблям, потопивши один крейсер і важко пошкодив ще три, і дав можливість відійти кораблям Танаки без суттєвих пошкоджень, але все-таки не виконав завдання по доставці продовольства і медикаментів гарнізону острова. Незважаючи на тактичну поразку ВМФ США, бій мав незначне стратегічне значення, оскільки японці не змогли використати цю перемогу для витіснення військ Союзників з Гуадалканалу.